# Tapinoma silvestrii
Tapinoma silvestrii é uma espécie de formiga do gênero Tapinoma.